# 시리 마이몬
시리 마이몬(히브리어: שירי מימון, 1981년 5월 17일 ~ )은 이스라엘의 가수, 배우이다.